# 赤い刀
『赤い刀』（アカイカタナ）は、ケイブの横スクロールシューティングゲームである。アーケード版は2010年8月19日に稼動。同年、個人向けとして「リミテッドバージョン」の基板も発売された。

## 概要
1960年代の日本に似ている架空の世界を舞台に、忍者や、戦車・戦艦・戦闘機などミリタリー系のメカが活躍する、弾幕系シューティングゲームである。基本形態である戦闘機と、特定のゲージを使用する強力な人型状態を使い分けてステージを進めて行く。なお、横スクロールだがステージ背景は斜め視点から見たクオータービューとなっているため、戦車と言った敵の地上勢力も縦横無尽に画面内を動けるようになっている。
音楽は梅本竜が全曲を担当。キャラクターデザインは虫麻呂が担当。
本作の前日譚を含めたドラマCD2作がケイブのオンラインショップで発売されている。
後にゲームシステムを改良し『赤い刀 真』として他機種にて発売された（#他機種版）。

## ゲームシステム
無印版（および「絶」モード）と「真」でシステムが大きく変わっているため、当節では無印を前提に両方を記載する。
操作方法
8方向レバーと4ボタン（ショット、ボム、ショット連射、念身）を使用。
ショットボタンを押し続けた状態をアタックモード、連打している状態をディフェンスモードと呼ぶ。アタックモードは移動速度が遅くなる。
自キャラにはファイターと幻忍の二つの状態があり、念身ボタンでこれらを切り替える。
各プレイヤーキャラクターによってショット、軌道等の性能が異なる。また、無印と真ではショット自体の性能（本数や大きさなど）が少し異なる。
ライフ
本作では残機性と兼ね備えたライフゲージを採用。ライフゲージは一定間隔で区分けされており、敵弾に被弾すると区分けされた一本分を丸々消失し、撃墜後にその場で再出撃する。ただし、レーザーに被弾した場合はライフゲージが徐々に減少し、区分け分まで減少するとミスとなる（幻忍状態では減少しない）。エクステンド時はライフゲージが延長される。
なお、下記の祈導ゲージと共用する形を取っており、ライフゲージの区分が少ない（残機が少ない）ほど祈導ゲージが増える。
キャラクター性能概要
「壱号機」は直線攻撃に特化し、移動速度が高い。「弐号機」はロックオン攻撃を持つ。「参号機」は広範囲の攻撃を得意とする低速型。具体的な性能は下記を参照。
ファイター（戦闘機状態）
ファイター状態では、幻聖魂というオプションが自機の周囲に出現する。幻聖魂はディフェンスモードでは自機の動きをトレースし、アタックモードでは自機の種類によって異なる配置に着く。
ディフェンスモードは自機のショットが、アタックモードは幻聖魂のショットが強化される。
壱号機「金盞花」
幻聖魂からのショットは直線状。ディフェンスモード時はトレースの中間部分にも直線攻撃を行う特殊なオプションが発生する。アタックモード時は中間オプションが発生せず、幻聖魂のショットが大型化。また、自機との相対的な位置固定を行う。
弐号機「胡蝶蘭」
自機からのショットは一度後方に下がってからの収束ショット。幻聖魂のショットは至近の敵を狙い打つ（アタックモード時に幅広の2連ショット化）。アタックモード時は幻聖魂が自機から短めの周囲に距離が固定されるが、自機の移動によって反対方向に回転移動する。
参号機「八重桜」
自機、幻聖魂ともにショットは扇状に拡散。アタックモード時はショットが幅広の直線状に収束し、また、壱号機と同じように位置固定が行われるが、こちらは幻聖魂が自機と一定の距離を取る。なお、幻聖魂のアタックモードでの挙動が無印では上下に薙ぎ払うように発射し、真では前方に固定して発射する。

スコアアタックの概要(無印版、真)
下記の祈導ゲージを上げ、それを消費することで幻忍状態に移行。得点はこの状態を中心に稼ぐ。
無印版では幻忍の攻撃によって敵を倒した際、敵弾を爆風に巻き込むことで得点アイテムに変換し、自機の周りに集めて集積させる。
真ではカタナと呼ばれるアイテムで攻撃することで得点アイテムが出現する。ファイター状態ではカタナの元となるアイテムが出現、幻忍に移行することで使用可能になる。
本作においては、ボム使用におけるデメリットはほとんどない。
祈導ゲージ
「念身」で使用する特殊ゲージ。
ファイター状態かつディフェンスモードで至近距離の敵を破壊するか、アタックモード中に幻聖魂を敵に近づける・重ねると、祈導アイテムが出現する。また、下記のレーザーに直撃しても出現する。祈導アイテムを取得すると、ライフゲージの右側にある祈導ゲージがわずかに増える。
祈導アイテムは「アタックモード時の幻聖魂の周囲へ吸い寄せられる」性質がある。この時、幻聖魂や祈導アイテムと敵弾を重ねると祈導アイテムが大きくなり、祈導ゲージの回復量が増える。吸い寄せられた祈導アイテムは、ディフェンスモードか幻忍状態になると自機に向かって取得される。これにより祈導ゲージの量にかかわらず保持できるが、時間が経つと消滅する。
祈導ゲージの長さはライフゲージと連動しており、1機分ミスをするほど最大値が長くなる。
「真」ではハガネとカタナのアイテムが追加されたため、祈導アイテム出現に関する仕様が変更されている。ファイターアタックモード時の幻聖魂への祈導アイテム吸い寄せ・成長が廃止、またファイター時のアタックモードでのみ祈導アイテムが出現する（ファイター・幻忍ディフェンスではハガネ、幻忍アタックでカタナ）。ただし、上記のようなファイター時のディフェンス、アタックごとの出現の区別がなくなり、単純に自機と幻聖魂の接近攻撃、撃破で出現する様に緩和されている。また、ハガネをファイター時に多くストックすることで少しの祈導ゲージでも大量のカタナによる攻撃が可能になる。
念身（幻忍状態）
本作におけるキャラクターのパワーアップ、およびスコアアタックの要となる要素。
祈導ゲージが少しでもある状態で念身ボタンを押すと、「幻忍」状態となる。幻忍状態では祈導ゲージが時間経過とともに減ってゆき、無くなるとファイター状態に戻る。また、幻忍アタックモードで敵弾に接触しても祈導ゲージが0になり、強制的にファイター状態に戻る。念身を任意で解除した場合、祈導ゲージを一定量一気に消費する(そのため一瞬だけ発動して敵弾をやり過ごすのに制限をかけている)。
幻忍ディフェンスモード
攻撃力が低い代わりに、祈導壁というバリアで敵弾を弾く効果がある（無敵状態）。ディフェンスモード中に弾かれた敵弾は自機のいる位置へ直進するように追尾するようになる。また、ディフェンスモードで至近距離の敵を破壊すると撃ち返し弾が発生する。
幻忍アタックモード
祈導砲という強力なレーザー攻撃が出来る。祈導砲で敵を破壊した際の爆風は、敵弾をスコアアイテムに変換するほか、「爆印」という無力化オブジェクトに変え、これに触れた敵弾も爆印に変化する。

出現したスコアアイテムは幻忍状態では自機の周囲を回転し続け、時間経過とともに大きくなる（最大状態で1万点）。また、画面内に256個以上出現すると、それ以上は出現しなくなる。ディフェンスモードで撃ち返し弾を誘発させてつつ無敵を利用して敵弾を誘導し、そこからアタックモードでスコアアイテムを稼ぐ、というのが本作のスコアアタックの常套手段となる。
念身を解除した際は、画面全体の敵弾を自機から弾き飛ばすことができる。その際、敵弾は自機のいる方向へ直進する。
「真」での仕様
得点アイテム関連については、ハガネとカタナのアイテム関連の仕様に変更されている。ハガネとカタナを集めて、カタナによる攻撃で特典アイテムを出現される使用となっているため、無印版の爆印による得点アイテム変換および、念身中の得点アイテムの集積を廃止。
また、ディフェンスモードでの祈導壁による敵弾への無敵が発生しなくなっている(被弾時は祈導ゲージ一定量減少と同時に一部敵弾消去)が、代わりに至近の敵弾に斥力が働き低弾速化するようになった。同様に、アタックモードの祈導砲は、敵撃破で低速の自機狙い弾が多数発生するようになった。これらで敵弾を集めることで、そのままハガネやカタナで得点アイテムに変えられる。

以下は、各機体のアタックモードでの攻撃性能。
壱号機
直線状にレーザーを放つ。
弐号機
自機から弱めのショットとともに、攻撃時点の位置にオプションを設置し、レーザーを放つ。攻撃し直すとオプションが再設置される。
参号機
根元が広く、徐々に収束していくレーザーを放つ。攻撃距離が非常に短いが、他の機体のものより威力は高い。一方で、真においてはカタナアイテムを集める場合は接近しなければならない。

ハガネとカタナ
「真」で追加された要素である特殊な投射攻撃。無印版の念身と同様に、敵弾消去、強化攻撃、スコア稼ぎの要素を兼ね備える。
出現するハガネ･カタナアイテムを一定個数取得で1ストック扱いになり、最大16個までストックできる。幻忍時にハガネおよびカタナを自機の周囲に展開し、幻忍時の特定操作で投射する。投射されたハガネ、およびカタナはどちらも敵弾消去能力を持ち、得点アイテムに変化させることができる。カタナの場合、投射された数が多いほどさらに多くの得点アイテムが出現する。
ハガネ
ファイター時、幻忍時ともにディフェンスモードで攻撃、撃破することでハガネアイテムが出現。祈導ゲージが最大時、ハガネアイテムの出現数がさらに上昇する。ファイター時は自機の周囲にストック中のハガネの個数が表示される。
幻忍ディフェンスモードで自機の周囲に、ファイターでストックしていたハガネを展開（上記のとおり、その状態でさらに展開する数を増やせる）し、幻忍アタックモードに移行することで、ハガネを指定された方向へ投射する。ハガネが敵にヒットした時、ハガネ1個に付きカタナ1本分(1ストック)に変化しそのまま自機にストックされる。
カタナ
上記のハガネ投射(カタナ1ストック分のカタナアイテムを輩出)と、幻忍時のアタックモードで敵を攻撃すると撃ち返し弾とともに出現する。カタナアイテムを一定数集めると、カタナ1ストック分として自機の周囲に展開される。カタナのストック自体は、幻忍状態を維持していればアタックモードからディフェンスモードにしても保持はされる。
幻忍を解除することでカタナを一斉投射する。投射されたカタナは敵を貫通する強力な破壊力を持ち、敵にヒットした時や撃破時に特大得点アイテムが出現する（投射したカタナが多いほど出現数が増える）。ただし、一定時間の内に取得しないとサイズが縮小し得られる得点が下がる。また、カタナのストック自体が増えるごとに獲得できるカタナアイテムが増大していくため、最初のストックが少なくてもギリギリまでカタナを集められれば最終的なストックが多くなることもある。
投射するハガネ、およびカタナは、各プレイヤーキャラクターの挙動に応じた固有の投射方向を定めることができる（カタナ自体の形状も異なる）。
- 壱号機：全て前方直線で、前後移動操作により上下幅の間隔を変更できる。
- 弐号機：自機の移動方向とは逆方向に投射する。移動によるハガネ・カタナの幅間隔は基本固定。
- 参号機：自機の前後移動により、収束及び拡散するように発射角度を調整できる。

どちらも念身を強制解除された場合は全て消滅する。また、祈導ゲージと違い、ストック分は次面には持ちこせない。そのため、ステージ冒頭でいきなり大量のカタナを放つ、というのは不可であり、ステージボスをカタナで仕留めることでボーナスが発生する仕様上、無駄なくスコアアタックを行うならきっちり仕留める必要がある。
なお、ボムの使用によるハガネ、カタナの消失のデメリットは発生しない。
強力な半面、幻忍アタックモードを使用するたびにハガネを投射してしまうため、ハガネをストックするにはなるべくアタックモードを使用せずに進めなければならない。幻忍アタックモードでもカタナは集められるが、ストックが少数の時に多く集めるには祈導ゲージをギリギリまで使用しつつ、被弾無しでカタナを集めなければならないため、多少のリスクを背負う。
ボム
ボムを発射する事で画面全体の敵にダメージを与える。また発射直後から数秒間は無敵となる。ゲーム開始時やミス直後の所持数は3個。念身時に使用しても解除等のペナルティはない。
オートボム
ライフゲージが1個しかなく、ボムを1個でも所持している状態で被弾すると、自動的にボムを発射する。この時所持しているボムを全て消費する。

レーザー
敵の発射する赤いレーザー攻撃は、被弾しても直ちにミスとはならず、ライフゲージの一部が赤くなる。区切りの部分までライフが減った時点でミスとなる。また、幻忍状態ではレーザー攻撃は無効化される。その際、誘導弾が発生する。
祈導ゲージがないときにレーザー攻撃に被弾すると、少量の祈導アイテムが発生する。そのため、ゲージと使いきった際に、レーザーを食らうことで意図的に祈導ゲージを増やし、再び幻忍を発動しやすくすることもできる。また、敵撃破による誘爆でも祈導アイテムが発生する。
「真」ではダメージ量が上昇しているが、直接祈導ゲージが上昇する。ハガネを集めながらレーザーを食らうことで、祈導アイテムを集めずとも幻忍を使うことも可能。

## ストーリー
1960年代、高度成長期時代の日本に似ている、架空の世界が舞台。
「大照（たいしょう）」と呼ばれる年号の時代、いままでの資源に変わる新物質「祈導石（きどうせき）」により戦艦などを空に飛ばせる強力な動力が得られたが、一方で、人の命を犠牲にしてさらなる力を得る技も編み出された。その中でも、赤い刀と呼ばれる「血晶刀（けっしょうとう）」を持つ者は、巨大な忍者となって生身で戦艦を蹴散らせる等、超人的な力を得た。王「芭蕉」は、それを利用し、軍隊「十干十人衆（じっかんじゅうにんしゅう）」を組織して、他国侵略を開始する。
しかし、その独裁的な行為に、反乱軍が発生。芭蕉の息子・桔梗と娘・牡丹ら、侵略に反対する6人は、3機の特殊戦闘機と三口の赤い刀（血晶刀）を使い、反帝国組織のメンバーとして、帝国への戦いに挑む。

## 用語
血晶刀
祈導石と呼ばれる物質で造られた武器。
他人の命を奪う事によって、その刀が赤く染まる事からこう呼ばれる。
十干十人衆
血晶刀を持ち、かつ強大な力を持つ10人を総称する。
儀式
反帝国組織のメンバーが、帝国芭蕉軍に対抗するために、
どちらか一方の命を血晶刀にささげる事で、強大な力を得る行為。
命を奪われた者は「幻忍」となり、命を奪ったものは「祈導人」となる。
祈導人
道具となる血晶刀を使って、幻忍になる者の命を奪い、それを封じし者。
儀式によって契約が成立した後は、祈導人は代償を受ける。例としては、身体能力の一部を喪失（牡丹の視力）、身体の老齢化（紫苑）といった形で現れる。
幻忍（捧魂者）
祈導人に命を奪われ、存在を封印された者。肉体こそ存在しないが、祈導人のそばについている。
幻聖魂としてシェイクヴォルトに随伴しており、念身によりその存在を表す。
シェイクヴォルト
反帝国組織・月華のメンバーが搭乗する3機の特殊戦闘機。
各機は儀式によって生み出された、パイロットが所持する血晶刀と対になっている。
また、幻忍が念身すると、機体自体が幻忍の支援機（祈導砲や祈導盾）へと変化する。
なお、祈導石を内蔵しており、血晶刀を動力源に起動する。よって、帝国軍が用いる祈導兵器と本質的には同一。

## 登場人物
陣営を問わず、登場人物の人名は花や植物に由来する。家庭用ではプレイヤーキャラクターに応じて掛け合いが変化する。

### プレイヤー陣営（反帝国組織・月華）
無印版では個別エンディングを採用。真では全機登場する共通エンディングとなる。
壱号機「金盞花（きんせんか）」パイロット
祈導人・神条 椿（しんじょう つばき）
声：木下紗華
19歳。甲の印と血晶刀「影光」を持つ。
元十干十人衆のひとりであり、過去の自分と決別するために、髪を切って男装している。

幻忍・朝霞 菫（あさか すみれ）
声：高橋まゆこ
椿の妹分で、先輩の椿を慕う。18歳。乙の印を持つ。ステージ1ボスの柊とは、身寄りのない彼女の育ての親と同時に師匠でもある。

弐号機「胡蝶蘭（こちょうらん）」パイロット
祈導人・西園寺 牡丹（さいおんじ ぼたん）
声：武田華
18歳。壬の印と血晶刀「獅子桜」を持つ。
この国の姫で、桔梗を慕う妹。元の身分が故に十干十人衆に属していないが、その力は強力。飛行機操縦士としても一流。
争いのない世界を自分の目で見ることが夢だったが、赤い刀（血晶刀）との契約の代償として、盲目となってしまう（その代替能力として気を感じ取ることが可能になった）。

幻忍・西園寺 桔梗（さいおんじ ききょう）
声：山中真尋
牡丹の兄で、妹思いの熱血漢。22歳。丙の印を持つ。
ラストボスの芭蕉は父でもあり、母の桜の仇敵でもある。ちなみにプレイヤー陣営で唯一の男性。
Xbox 360版「真」で追加された、十干十人衆とのやり取りでは、牡丹共々彼らが芭蕉に従い、自分達と敵対することに憤っているが、
当の彼等からは自分達こそが芭蕉に逆らう裏切り者と見なされている。

参号機「八重桜（やえざくら）」パイロット
祈導人・小早川 紫苑（こばやかわ しおん）
声：八木かおり
17歳。戊の印と血晶刀「美華月」を持つ。真田家の兄妹とは幼馴染の関係で、鈴蘭を救出後に脱出。
赤い刀（血晶刀）との契約の代償として、老女の姿となってしまう。

幻忍・真田 鈴蘭（さなだ すずらん）
声：江里夏
6人の中では最年少の少女。16歳。辛の印を持つ。
兄の青桐（あおぎり）を取り戻そうとしたが、逆に兄によって瀕死に陥り、紫苑の助けを経て自ら幻忍となる。

### 敵キャラクター（帝国芭蕉軍）
いずれも赤い刀（血晶刀）を持ち、10メートルを越える巨大な姿。生身でも戦闘機を圧倒する上、他所の空間から戦艦などの巨大な兵器を呼び出して使役する。
柊（ひいらぎ）
声：堀内賢雄
菫が師匠に持つ武人。38歳。己の印と血晶刀「雷雲丸」を持つ。フルネームは「六道（りくどう）柊」。現在は帝国芭蕉軍の最高指揮官を務める。
ステージ1ボス、及びステージ4ボス（ここでの名前は「戦鬼・柊（せんき・ひいらぎ）」）を務める。呼び出すメカは翌檜型戦艦一番艦「翌檜」と航空母艦「白樺」。
プレイヤーが壱号機を使用時に限り、ステージ1のボス戦のみにて、プレイヤー側の台詞が入る。
秋明菊（しゅうめいぎく）
声：三木美
妙齢の美女。ステージ2ボスを務める。呼び出すメカは重爆撃機「戒星」。
Xbox 360版「真」から弐号機との掛け合いが追加された。
石楠花（しゃくなげ）
声：花輪英司
鈴蘭の兄である青年。24歳。かつての名前は「真田青桐（さなだあおぎり）」で、紫苑の上官だった。庚の印と血晶刀「白狼牙」を持つ。
ステージ3ボスを務める。呼び出すメカは線路と蒸気機関車のような重装甲列車「龍豪」。
プレイヤーが参号機を使用時に限り、ボス戦にて、プレイヤー側の台詞が入る。
薺（なずな）
声：亀岡真美
Xbox 360版「真」で追加されたステージ5ボス。本名は「綾瀬薺」。
椿と菫のかつての同輩だが、同じ乙の印を持ち先に十干に選ばれた菫を憎んでいる。
呼び出すメカは潜水母艦「落羽松豪」。
菖蒲（あやめ）&蘭（らん）
声：里郁美（二役）
ステージ5（『真』ではステージ6）ボス。芭蕉の養子にして双子の姉妹で17歳。
姉の菖蒲は癸の印と血晶刀「蒼龍」、妹の蘭は丁の印と血晶刀「紅龍」を持つ。
呼び出すメカは中型戦車「駆桜」と装甲戦車「羅刹」。
Xbox 360版「真」から参号機との掛け合いが追加された。
芭蕉（ばしょう）
声：間宮康弘
桔梗と牡丹の父親。妻の桜をはじめ桔梗と牡丹を除く血族全員を殺めた。血晶の力により若返り、強大な力を得ている。二刀流。
本作の最終ボス。プレイヤーが弐号機を使用時に限り、ボス戦にて、他の2パターンとは違い、ボスの台詞が変わる。
「真」では特定条件により、西園寺芭蕉・紅蓮へと強化される。また、「Nesica版」ではそれに加えてボムによるダメージを無効化する。

## 音楽
BGMはエレクトリックギターを主体とし、和太鼓、琴、尺八等の和楽器とオーケストラ、FM音源などの楽器を組み合わせたサウンドと、メロディアスな楽曲を提供した。また、並木学同様、場面転換と楽曲の進行をシンクロさせる試みを行っている。梅本が手掛けた楽曲のサウンドトラックに関しては、オリジナル、真（アレンジアルバム）、ニンニンジャンプ収録版（FM音源）が存在する。

## 他機種版
2011年5月26日にXbox 360版として、赤い刀無印版の他、新ステージや「赤い刀・真(真モード)」（システム一新版）「絶・赤い刀(絶モード)」（無印調整版）の追加に加え、「真」「絶」ともに画面比率HD化等でゲームシステムを改良したアッパーバージョン『赤い刀 真』が発売。
2012年7月24日には、Xbox 360版『真』を逆移植し、NESiCAxLiveに対応したアーケード版『赤い刀 真 for NESiCAxLive』が稼働開始。
2022年2月17日には、exA-Arcadia用として、上記3モードと新規アレンジBGM、新難易度「極（きわみ）」（筺体難易度とは別で、重ねて高難易度化が可能）、あらたなゲームモード「EXAレーベル」（スコアアタック要素がプロギアの嵐に近い仕様）を加えた『赤い刀 EXAレーベル』が稼働。また、「絶」についても再度調整が行われている。
2022年12月15日には『真』を移植したPlayStation 4/Xbox One/Nintendo Switch/Steam版が発売。赤い刀シリーズの効果音を手掛けた松本大輔による新規アレンジ楽曲が収録されている。